# Ma Baker
Ma Baker ist ein Popsong der deutschen Discogruppe Boney M. aus dem Jahr 1977. Er war neben Daddy Cool und Rivers of Babylon einer der größten internationalen Hits der Band und erreichte in zahlreichen Ländern einschließlich Deutschland, Österreich und der Schweiz Platz eins der jeweiligen Hitparaden; in den UK-Charts stieg die Single bis auf Platz zwei. Sie wurde in Deutschland und Großbritannien mit einer Goldenen Schallplatte ausgezeichnet.

## Text und Musik
Der Liedtext basiert auf der Geschichte von Kate „Ma“ Barker, einer legendären Gangsterin aus dem Chicago der 1930er Jahre, und ihren Söhnen. Baker wird in dem Lied als Bandenchefin porträtiert, die zur meistgesuchten Verbrecherin der Vereinigten Staaten aufsteigt. Ihr besungener Tod am Liedende ist ebenfalls an die wahre Geschichte angelehnt: Ma Barker wurde zusammen mit ihrem Sohn Fred 1935 in einer Schießerei vom FBI getötet.
Das Lied beginnt mit einem Monolog der Ma Baker bei einem Überfall:

„Freeze! I’m Ma Baker, put your hands in the air, gimme all your money!“

„Keine Bewegung! Ich bin Ma Baker, Hände hoch, her mit dem Geld!“

Danach setzt die Melodie des Liedes mit einer kurzen Einführung durch den Sänger ein: „This is the story of Ma Baker, the meanest cat from old Chicago town.“ („Dies ist die Geschichte von Ma Baker, der fiesesten Type aus der alten Stadt Chicago.“). Später folgt eine weitere gesprochene Einlassung von Ma Baker: „Don’t anybody move – the money or your lives!“ („Keiner rührt sich – Geld oder Leben!“). Die eigentlichen Strophen werden in einem Wechselgesang von den beiden Sängerinnen der Band gesungen und beschreiben die Herkunft und die Entwicklung von Ma Baker zur gefürchtetsten und meistgesuchten Verbrecherin der USA.

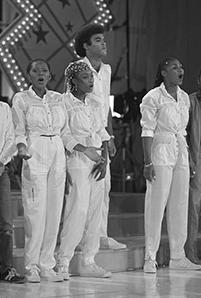
Boney M, 1981

Der Refrain beginnt mit einem gestotterten „Ma-Ma-Ma-Ma“ der männlichen Gesangsstimme, das sich dann mit jeweils den Zeilen des von den Frauen gesungenen Refrains abwechselt:

„Ma Ma Ma Ma

Ma Baker, She taught her four sons

Ma Ma Ma Ma

Ma Baker, to handle their guns

Ma Ma Ma Ma

Ma Baker, she never could cry

Ma Ma Ma Ma

Ma Baker, but she knew how to die“

In dem Lied spricht Linda Blake die Rolle der Ma Baker und ihr Mann Bill Swisher die Sequenz des Radiosprechers. Swisher war ein amerikanischer Freund von Frank Farian, der zur Zeit der Aufnahme als Soldat in Deutschland stationiert war; er wirkte später auch bei dem Lied Rasputin mit. Beide wurden jedoch nicht als Mitwirkende an dem Song benannt.

## Hintergrund und Veröffentlichung
Das Lied Ma Baker wurde von Frank Farian, Fred Jay und Günter Reyam geschrieben. Als Grundlage für die Melodie nutzte Farian das tunesische Volkslied Sidi Mansour, das kurz vorher als Popversion von Mohammed Hanesh in dessen Heimatland populär war und das Farians Assistent Hans-Jörg Mayer auf einer Urlaubsreise entdeckt hatte. Das Lied wurde zu einem Disco-Song umgeschrieben und bildete so die Basis für Ma Baker.
Die Single wurde von der Plattenfirma Hansa International mit einer Coverversion des Yardbirds-Songs Still I’m Sad auf der B-Seite veröffentlicht. Das Lied erschien zudem auf dem Album Love for Sale, das Hansa zur selben Zeit wie die Single veröffentlichte.

## Kommerzieller Erfolg

### Chartplatzierungen
Die Aufnahme stieg am 16. Mai 1977 in die deutschen Singlecharts ein und konnte sich dort bis Platz eins hocharbeiten. Sie blieb 28 Wochen in den Charts. In Österreich und in der Schweiz kam die Single am 15. Juni bzw. 28. Mai in die Hitparade und stieg auch hier bis auf die Spitzenposition. In weiteren Ländern Europas erreichte sie ebenfalls die Spitzenposition der Hitparaden, so in Frankreich, den Niederlanden, Belgien, Schweden und Norwegen. In den britischen Singlecharts stieg sie bis auf Rang zwei hinter Donna Summers I Feel Love, in den amerikanischen Charts erreichte sie Position 96.
| ChartsChartplatzierungen       | Höchstplatzierung | Wochen |
| ------------------------------ | ----------------- | ------ |
| Deutschland (GfK)              | 1 (28 Wo.)        | 28     |
| Österreich (Ö3)                | 1 (24 Wo.)        | 24     |
| Schweiz (IFPI)                 | 1 (18 Wo.)        | 18     |
| Vereinigte Staaten (Billboard) | 96 (3 Wo.)        | 3      |
| Vereinigtes Königreich (OCC)   | 2 (13 Wo.)        | 13     |

| ChartsJahrescharts (1977) | Platzierung |
| ------------------------- | ----------- |
| Deutschland (GfK)         | 2           |
| Österreich (Ö3)           | 3           |
| Schweiz (IFPI)            | 7           |

### Auszeichnungen für Musikverkäufe
Die Single wurde sowohl in Deutschland mit einer Verkaufszahl von mehr als 250.000 Einheiten wie auch Großbritannien mit einer Verkaufszahl von mehr als 500.000 Einheiten jeweils mit einer Goldenen Schallplatte ausgezeichnet.
| Land/Region                  | Auszeichnungen für Musikverkäufe (Land/Region, Auszeichnung, Verkäufe) | Verkäufe |
| ---------------------------- | ---------------------------------------------------------------------- | -------- |
| Deutschland (BVMI)           | Gold                                                                   | 250.000  |
| Japan (RIAJ)                 | —                                                                      | 37.000   |
| Schweden (IFPI)              | Gold                                                                   | 15.000   |
| Vereinigtes Königreich (BPI) | Gold                                                                   | 500.000  |
| Insgesamt                    | 3× Gold ·                                                              | 802.000  |

Hauptartikel: Boney M./Auszeichnungen für Musikverkäufe

## Coverversionen
Ma Baker wurde von zahlreichen Musikern gecovert. Erste Coverversionen erschienen bereits im selben Jahr von bekannten Tanzorchestern wie denen von Max Greger und Hugo Strasser oder auch in einer Version auf der Hammond-Orgel von Klaus Wunderlich und weiteren instrumentellen Tanzadaptationen. Zudem gab es mehrere Satire-Umsetzungen wie etwa von Adam und die Micky’s oder Knorkator. 
Einige neuere Coverversionen entstanden im Stil von Techno-Musik, etwa die Version von Boney M. vs. Sash! / Horny United, oder auch als Death-Metal-Version von Milking the Goatmachine. Der Refrainteil Ma-Ma-Ma wurde zudem als Sample bei der Single Poker Face von Lady Gaga genutzt.
Zu den Bands und Interpreten, die das Lied in einer Coverversion veröffentlichten, gehören u. a.:
- 1977: Bingos – Ma Baker (Schwedisch)
- 1977: Cliff Carpenter und sein Orchester – Ma Baker (Instrumental)
- 1977: Hugo Strasser und sein Orchester – Ma Baker (Instrumental)
- 1977: Max Greger – Ma Baker (Instrumental)
- 1977: Günter Noris – Ma Baker (Instrumental)
- 1977: Helmut Zacharias – Ma Baker (Instrumental)
- 1977: Orchester Roy Robbins – Ma Baker (Instrumental)
- 1977: Ted Weber – Ma Baker (Instrumental)
- 1977: Klaus Wunderlich – Ma Baker / Oh, Susi (der zensierte Song) / Tarzan ist wieder da (Instrumental; Medley)
- 1977: The Hiltonaires – Ma Baker (Instrumental)
- 1977: Ambros Seelos Show Band – Ma Baker / One Drink Too Many / Waiting For The Sun (Instrumental; Medley)
- 1977: Leni – Maan vaiva (Finnisch)
- 1978: Adam und die Micky’s – Fraa Becker (Deutsch)
- 1978: Arthur Mullard & Hylda Baker – Ma Baker
- 1978: Jean-Claude Borelly – Ma Baker (Instrumental)
- 1978: Blonde on Blonde – Ma Baker
- 1978: Orchester Kai Warner – Ma Baker / Magic Fly / Belfast (Instrumental; Medley)
- 1988: Milli Vanilli – Ma Baker
- 1994: Stars on 45 – Star Wars And Other Hits (Medley)
- 1999: Boney M. vs. Sash! / Horny United – Ma Baker
- 2003: Knorkator – Ma Baker
- 2007: Axxis – Ma Baker
- 2008: Daddy Cool Kids – Ma Baker
- 2009: Glamrock Brothers – Ma Baker
- 2014: Milking the Goatmachine – Ma Baker

## Belege
1. 1 2  Ma Baker by Boney M. auf songfacts.com; abgerufen am 16. November 2020.
2. ↑  Boney M.: Woher stammen die Sonnenschein-Hits ursprünglich? auf 70s-disco.de; abgerufen am 16. November 2020.
3. ↑  Boney M. – Ma Baker bei Discogs; abgerufen am 15. November 2020.
4. ↑  Boney M. – Love for Sale bei Discogs; abgerufen am 15. November 2020.
5. 1 2  Boney M. – Ma Baker. offiziellecharts.de, abgerufen am 15. November 2020.
6. 1 2  Boney M. – Ma Baker. austriancharts.at, abgerufen am 15. November 2020.
7. 1 2 3 4  Boney M. – Ma Baker. hitparade.ch, abgerufen am 15. November 2020.
8. 1 2 3  Boney M. – Ma Baker. chartsurfer.de, abgerufen am 15. November 2020.
9. ↑  Top 100 Single-Jahrescharts 1977. GfK Entertainment, abgerufen am 31. Dezember 2020.
10. ↑  Jahreshitparade Singles 1977. Ö3 Austria Top 40, abgerufen am 31. Dezember 2020.
11. ↑  Schweizer Jahreshitparade 1977. Schweizer Hitparade, abgerufen am 13. Dezember 2020.
12. ↑  Gold & Platin Deutschland. musikindustrie.de, abgerufen am 31. Dezember 2020.
13. ↑  Award – Ma Baker – bpi. British Phonographic Industry, abgerufen am 31. Dezember 2020 (englisch).
14. ↑  オリコンチャートブック〈LP編(昭和45年‐平成1年)〉. In: Tankobon Hardcover (Hrsg.): Oricon Chart Books. 1990, ISBN 978-4-87131-025-3 (japanisch, Inhalt online abrufbar).
15. 1 2  Boney M. – Ma Baker, Coverversionen auf cover.info; abgerufen am 15. November 2020.